# Rosyjska triada nuklearna
Rosyjska triada nuklearna – strategiczne siły nuklearne Sił Zbrojnych Federacji Rosyjskiej. Stanowi element odstraszania nuklearnego.
W jej skład wchodzą strategiczne siły rakietowe wojsk lądowych ze stacjonarnymi i mobilnymi wyrzutniami międzykontynentalnych pocisków balistycznych ICBM, strategiczne siły morskie składające się z atomowych okrętów podwodnych wyposażonych w wyrzutnie pocisków balistycznych SLBM oraz strategiczne siły powietrzne.

## Charakterystyka
Po rozpadzie ZSRR Federacja Rosyjska przejęła kontrolę nad arsenałem atomowym byłej Armii Radzieckiej. Reformy armii przeprowadzone na początku lat 90. XX w. utrzymały dowództwa pięciu samodzielnych rodzajów sił zbrojnych: Dowództwo Sił Lądowych, Dowództwo Sił Morskich, Dowództwo Sił Powietrznych, Dowództwo Obrony Powietrznej i Dowództwo Wojsk Rakietowych. W 1992 sformowano Wojska Kosmiczne jako rodzaj wojsk centralnego podporządkowania. Do 2000 połączono dowództwo Sił Powietrznych i dowództwo Wojsk Obrony Powietrznej.

Wyznacznikiem mocarstwowości militarnej Rosji są siły jądrowe. W 1999 posiadały one około 6600 strategicznych głowic jądrowych o łącznej mocy 2,7 tys. Mt i ponad 1200 środków ich przenoszenia. W skład strategicznych sił odstraszania wchodzi komponent lądowy, powietrzny i morski. Rdzeń rosyjskich strategicznych sił jądrowych stanowią Wojska Rakietowe Strategicznego Przeznaczenia. Pod względem strukturalnym dzielą się na 3 armie, których dowództwa stacjonują we Włodzimierzu, Orenburgu i Omsku. Komponent powietrzny stanowiła wydzielona z sił powietrznych 37 Armia Lotnicza Dalekiego Zasięgu. W 2016 roku w skład strategicznego lotnictwa dalekiego zasięgu wchodziły 4 eskadry bombowe; jedna wyposażona w 16 strategicznych bombowców Tu-160 oraz 3 dysponujące łącznie 60 strategicznymi bombowcami Tu-95MS.
Komponent morski stanowią morskie siły strategiczne wchodzące w skład Marynarki Wojennej Federacji Rosyjskiej. Pod koniec XX wieku w skład ich uzbrojenia wchodziły 452 rakiety balistyczne i około 2400 głowic, których nosicielami było 26 atomowych okrętów podwodnych. W 2016 w skład ich uzbrojenia wchodziło 13 strategicznych atomowych okrętów podwodnych.

W marcu 2012 Rosja zadeklarowała posiadanie ogółem 494 wyrzutni rakiet wraz z 1492 głowicami jądrowymi. Z tego Strategiczne Wojska Rakietowe były w posiadaniu 332 operacyjnych systemów rakietowych pięciu typów z możliwością przenoszenia 1092 głowic. Komponent morski dysponował 11 strategicznymi okrętami podwodnymi z 96 pociskami nuklearnymi na pokładach, które przenosić mogły 336 głowic. Lotnictwo dalekiego zasięgu posiadało 66 bombowców oraz około 200 sztuk strategicznych pocisków.
Elementy strategii nuklearnej Federacji Rosyjskiej zostały sformułowane w Koncepcji Bezpieczeństwa Narodowego ze stycznia 2000, Doktrynie Wojennej z kwietnia 2000 oraz w Białej Księdze Obrony z października 2003.  Wśród zagrożeń zewnętrznych wszystkie dokumenty wymieniają: próby umniejszenia roli istniejących mechanizmów utrzymywania bezpieczeństwa międzynarodowego, głównie ONZ i OBWE, przez dominację Stanów Zjednoczonych i innych zachodnich państw; próby ignorowania rosyjskich interesów i wpływu Rosji na rozwiązywanie problemów bezpieczeństwa międzynarodowego; wzmacnianie bloków i sojuszy polityczno-wojskowych, szczególnie ekspansję NATO na wschód.
Rosyjska broń nuklearna ma odgrywać rolę czynnika odstraszającego agresora. Ma odstraszać nie tylko przed atakiem nuklearnym, lecz także przed atakiem przy użyciu innej broni masowego rażenia oraz zmasowanym atakiem konwencjonalnym. Zakłada ona ograniczone (selektywne) użycie w walce pojedynczych komponentów strategicznych sił odstraszania.

## Lądowy komponent triady

### Strategiczne siły jądrowe

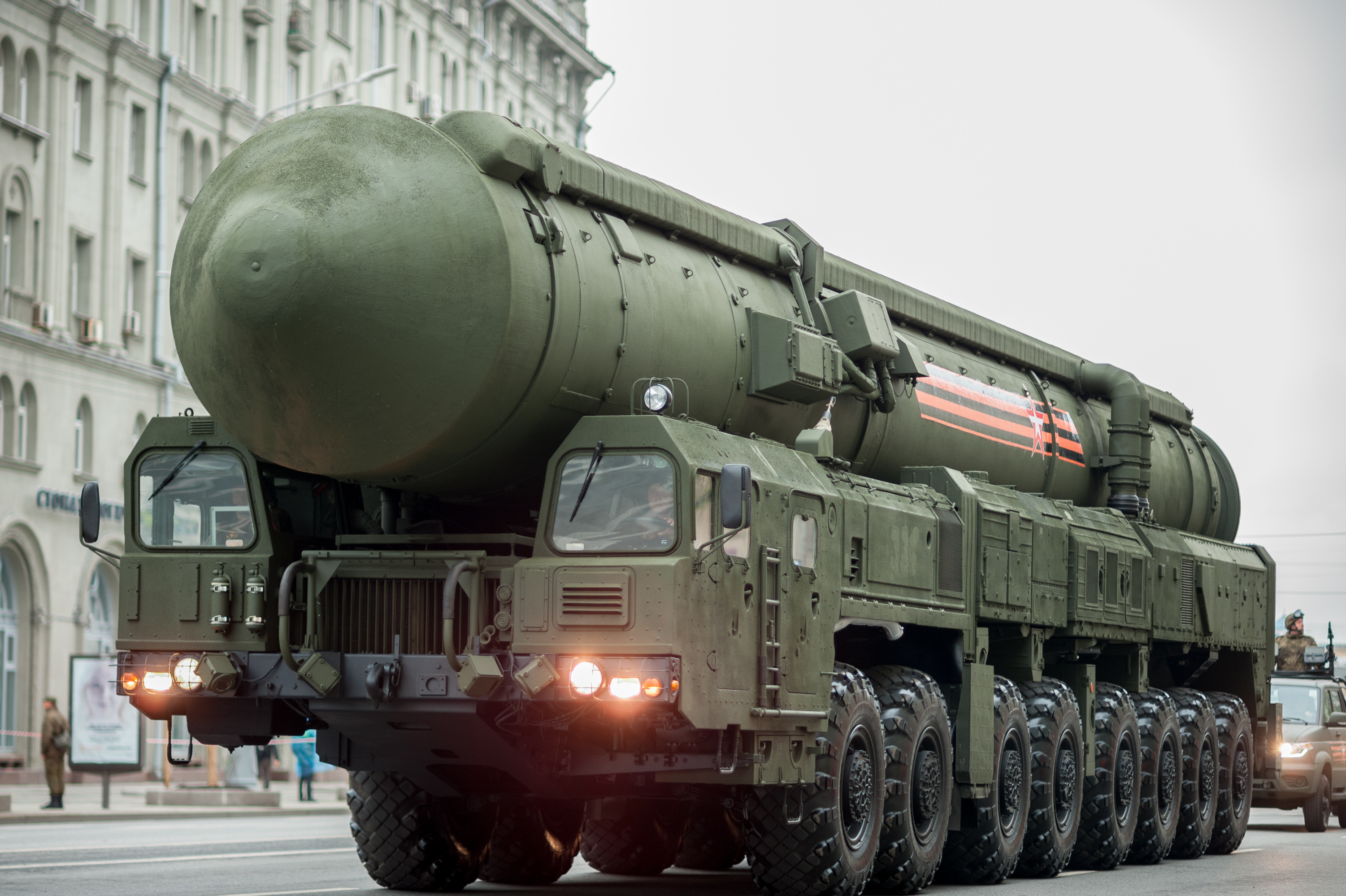
RS-24 Yars

Wojska Rakietowe  Strategicznego Przeznaczenia powstały formalnie w 1997 poprzez połączenie Sił Wojenno-Kosmicznych oraz Wojsk Obrony Rakietowo-Kosmicznej. Z kolei w 2001 utworzono na ich bazie dwa rodzaje wojsk, RWSN oraz Wojska Kosmiczne.
Z końcem marca 2001 rosyjskie Wojska Rakietowe Strategicznego Przeznaczenia stały się samodzielnym rodzajem wojsk bezpośrednio podporządkowanych Sztabowi Generalnemu FR. 
W połowie pierwszego dziesięciolecia XXI w. na ich wyposażeniu znajdowało się około 60% nosicieli i 65% wszystkich głowic jądrowych. Na swoje potrzeby WRSP wykorzystują kosmodromy i rakietowe poligony wojskowe w Plesiecku, Swobodnym, w Bajkonurze, Kapustin Jarze oraz bazę doświadczalną w Krasnoznamieńsku. Ich trzon stanowią stacjonarne i mobilne wojska rakietowe. Na uzbrojeniu WRPS znajdowały się (2010) się cztery zasadnicze typy rakietowych środków przenoszenie głowic jądrowych.
| Armie             | Dywizje    | Garnizon      | Typ               | Wyrzutnie    |
| ----------------- | ---------- | ------------- | ----------------- | ------------ |
| 27 A SWR Władimir | 7 DSWR     | Oziornyj      | SS-25             | 18           |
| 27 A SWR Władimir | 28 DSWR    | Kozielsk      | SS-19 / SS-27M2   | 20/4         |
| 27 A SWR Władimir | 60 DSWR    | Tatiszczewo   | SS-27 / SS-19     | 60/40        |
| 27 A SWR Władimir | 14 DSWR    | Joszkar Oła   | SS-25             | 18           |
| 27 A SWR Władimir | 54 DSWR    | Tejkowo       | SS-27/ SS-27M2    | 18/18        |
| 31 A SWR Orenburg | 42 DSWR    | Niżnyj Tagił  | RS-24 Yars        | 18           |
| 31 A SWR Orenburg | 13 DSWR    | Jasnyj        | SS-18             | 18           |
| 33 A SWR Omsk     | 39 DSWR    | Nowosybirsk   | RS-24 Yars (mob.) | 9            |
| 33 A SWR Omsk     | 35 DSWR    | Barnaul       | SS-25             | 36           |
| 33 A SWR Omsk     | 62 DSWR    | Użuń          | SS-18             | 28           |
| 33 A SWR Omsk     | 29 DSWR    | Irkuck        | SS-25             | 0            |
| 3 armie           | 11 dywizji | 11 garnizonów | 6 typów           | 305 wyrzutni |

| Typ rakiety       | Wyrzutnie | Głowice | Ładunki | Rozmieszczenie                               |
| ----------------- | --------- | ------- | ------- | -------------------------------------------- |
| R-36M2 Vojevoda   | 46        | 10      | 460     | Dombarowski, Użur                            |
| UR-100 NUTTH      | 60        | 6       | 360     | Tatiszczewo, Kozielsk                        |
| RS-12 M Topol     | 72        | 1       | 72      | Joszkar-Oła, Bamauł, Wypołzowo, Irkuck       |
| RS-12 M1 Topol M1 | 18        | 1       | 18      | Tejkowo (mobilne)                            |
| RS-12 M2 Topol M2 | 60        | 1       | 60      | Tatiszczewo (silosy)                         |
| RS-24 Jars        | 49        | 4       | 196     | Tejkowo, Nowosybirsk, Niżnyj Tagil, Kozielsk |
| Razem             | 305       |         | 1166    |                                              |

### Taktyczne siły jądrowe
Oprócz strategicznych sił jądrowych, Siły Zbrojne Federacji Rosyjskiej posiadają w wyposażeniu taktyczną broń jądrową. Broń taktyczna jest bardziej manewrowa, nie wymaga wielu procedur co do jej użycia i dlatego staje się głównym środkiem, który może zadecydować o wyniku prowadzonych działań. Stanowi ona ważną część rosyjskiego arsenału jądrowego.
| Typ rakiety                 | Zasięg     | Typ głowicy | Dokładność |
| --------------------------- | ---------- | ----------- | ---------- |
| OTR-21 Toczka/ SS-21 Scarab | 70/120/185 | 100 kt      | 370 m      |
| OTR-23 Oka/ SS-23 Spider    | 480        | 50-100 kt   | 30–150 m   |
| 9K720 Iskander/ SS-26 Stone | 400–500    | 50 kt       | 5–7 m      |

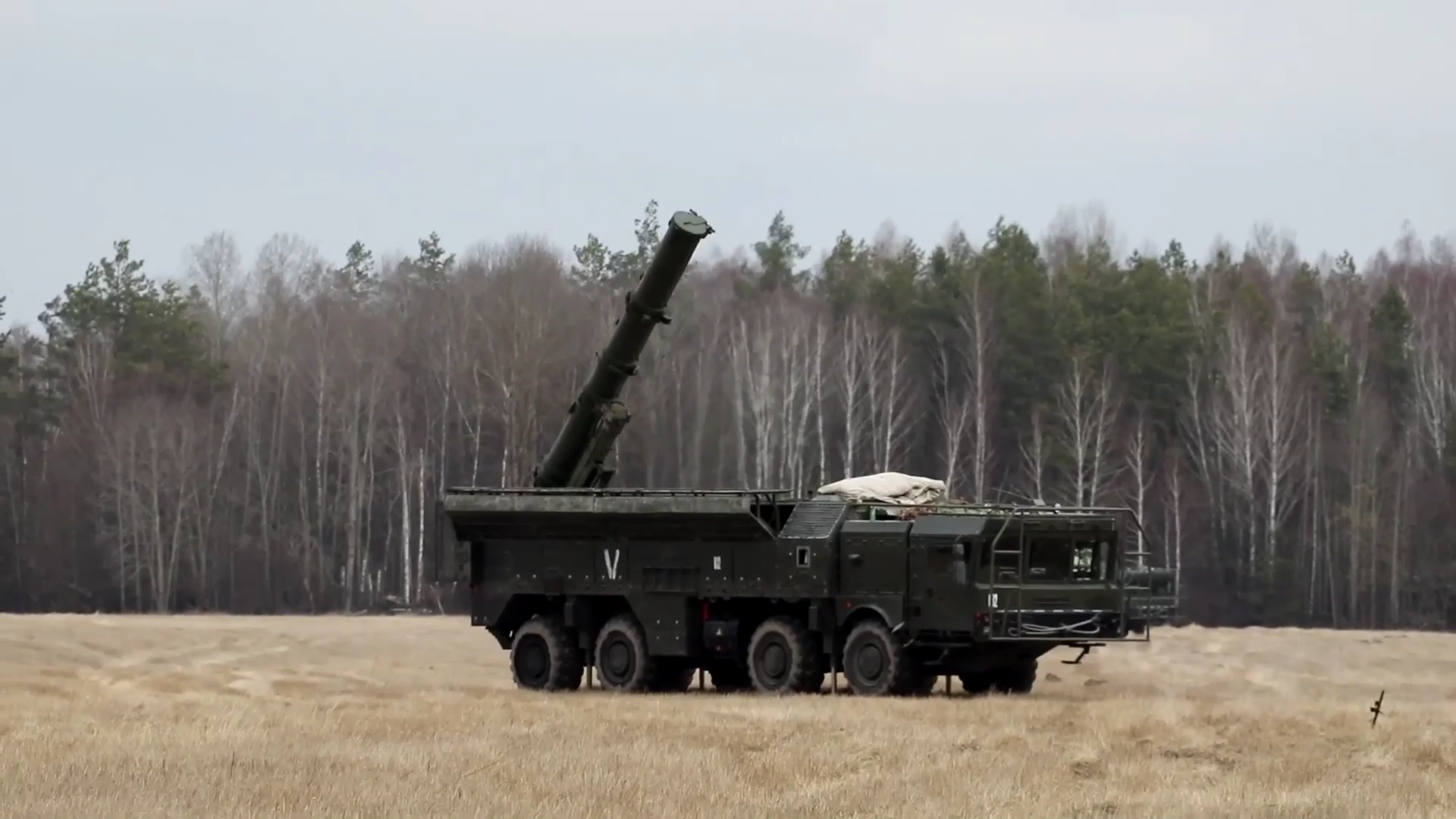
9K720 Iskander

Broń taktyczną Rosja używa do zrównoważenia potencjału bojowego państw NATO i kompensowania ciągłego wzrostu potencjału chińskich sił zbrojnych. Ocenia się, że Rosja posiada (2016) około 4000 taktycznych głowic jądrowych przechowywanych w centralnych składnicach. W siłach taktycznych na szeroką skalę prowadzona jest modernizacja środków przenoszenia.
Planuje się zastąpienie taktycznych zestawów rakietowych OTR-21 Toczka zestawami krótkiego zasięgu 9K720 Iskander M, przeznaczonymi do wykonywania uderzeń na ważne cele znajdujące się w strefie operacyjno-taktycznej ugrupowania wojsk przeciwnika.
W 2007 przezbrojono w nowe rakiety 630 samodzielny dywizjon szkolny w Kapustin Jarze, w latach 2010–2011 26 Brygadę Rakietową z Ługi, w czerwcu 2013 roku 107 Brygadę Rakietową z Birobidżanu, zaś w listopadzie tegoż roku 1 Gwardyjską Brygadę Rakietową z Krasnodaru. W roku 2014 przezbrojono 112 Samodzielną Brygadę Rakietową z Szuji, a z końcem tego roku 92 Samodzielną Brygadę Rakietową z Tockoje. W czerwcu 2015 roku przezbrojono 103 Brygadę Rakietową z Ułan Ude. W następnych latach przezbrajano kolejne.

## Morski komponent triady

### Morskie strategiczne siły jądrowe

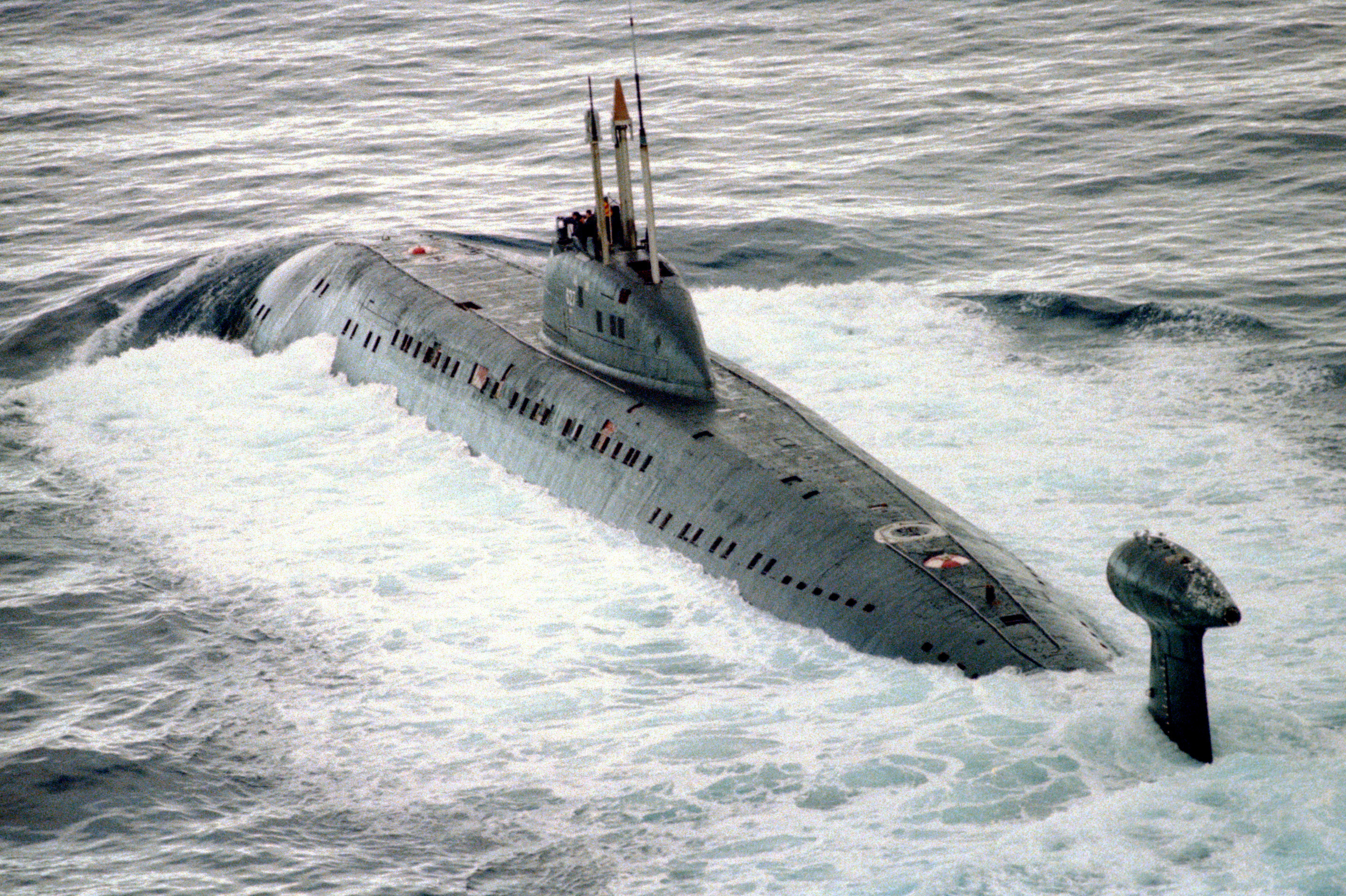
Okręt podwodny typu Victor III

Morskie siły strategiczne nie stanowią osobnego rodzaju wojsk, lecz organizacyjnie wchodzą w skład Marynarki Wojennej Rosji.
Komponent morski triady opiera się przede wszystkim na atomowych okrętach podwodnych Floty Północnej i Floty Oceanu Spokojnego. Do 1990 w obu flotach znajdowało się ponad 60 atomowych okrętów podwodnych, z rakietami balistycznymi w siedmiu podstawowych typach. Podpisanie układu START I wymusiło redukcję okrętów OPARB.  
Reorganizowano też strukturę dowodzenia. W 2001 sformowano 11., 12. i 16 Eskadrę Atomowych Okrętów Podwodnych.
W lipcu 2010 Federacja Rosyjska posiadała 12 strategicznych okrętów podwodnych o napędzie atomowym, wyposażonych w międzykontynentalne rakiety balistyczne czterech typów. W sumie były one uzbrojone w 160 SLBM, zdolnych do przeniesienia 576 głowic jądrowych.
| Nazwa jednostki                                                  | Baza                                                  | Okręty                                                |
| Dowództwo Sił Podwodnych Floty Północnej w Gadżyjewie            | Dowództwo Sił Podwodnych Floty Północnej w Gadżyjewie | Dowództwo Sił Podwodnych Floty Północnej w Gadżyjewie |
| ---------------------------------------------------------------- | ----------------------------------------------------- | ----------------------------------------------------- |
| 18 Dywizja Atomowych Okrętów Podwodnych                          | Nerpicha                                              | 1 x Typhoon                                           |
| 11 Dywizja Atomowych Okrętów Podwodnych                          | Bolszaja Łopatka                                      | 3 x Oscar II                                          |
| 11 Dywizja Atomowych Okrętów Podwodnych                          | Bolszaja Łopatka                                      | 3 x Victor III                                        |
| 7 Dywizja Atomowych Okrętów Podwodnych                           | Widajewo                                              | 2 x Victor III                                        |
| 7 Dywizja Atomowych Okrętów Podwodnych                           | Widajewo                                              | 1 x Sierra I                                          |
| 7 Dywizja Atomowych Okrętów Podwodnych                           | Widajewo                                              | 2 x Sierra II                                         |
| 7 Dywizja Atomowych Okrętów Podwodnych                           | Widajewo                                              | 1 x Yasen                                             |
| 24 Dywizja Atomowych Okrętów Podwodnych                          | Gadżyjewo                                             | 6 x Akuła                                             |
| 31 Dywizja Atomowych Okrętów Podwodnych                          | Gadżyjewo                                             | 6 x Delta IV                                          |
| 31 Dywizja Atomowych Okrętów Podwodnych                          | Gadżyjewo                                             | 1x Borey                                              |
| Dowództwo Sił Podwodnych Floty Oceanu Spokojnego we Władywostoku |                                                       |                                                       |
| 10 Dywizja Atomowych Okrętów Podwodnych                          | Rybaczij                                              | 5 x Akuła                                             |
| 10 Dywizja Atomowych Okrętów Podwodnych                          | Rybaczij                                              | 5 x Oscar II                                          |
| 25 Dywizja Atomowych Okrętów Podwodnych                          | Rybaczij                                              | 3 x Delta III                                         |
| 25 Dywizja Atomowych Okrętów Podwodnych                          | Rybaczij                                              | 2 x Borey                                             |
| 182 Brygada Okrętów Podwodnych                                   |                                                       |                                                       |

W 2015 roku w składzie strategicznych sił morskich znajdowało się 12 atomowych okrętów podwodnych trzech typów, które posiadały 176 wyrzutni przystosowanych do przenoszenia broni jądrowej i 720 głowic jądrowych.

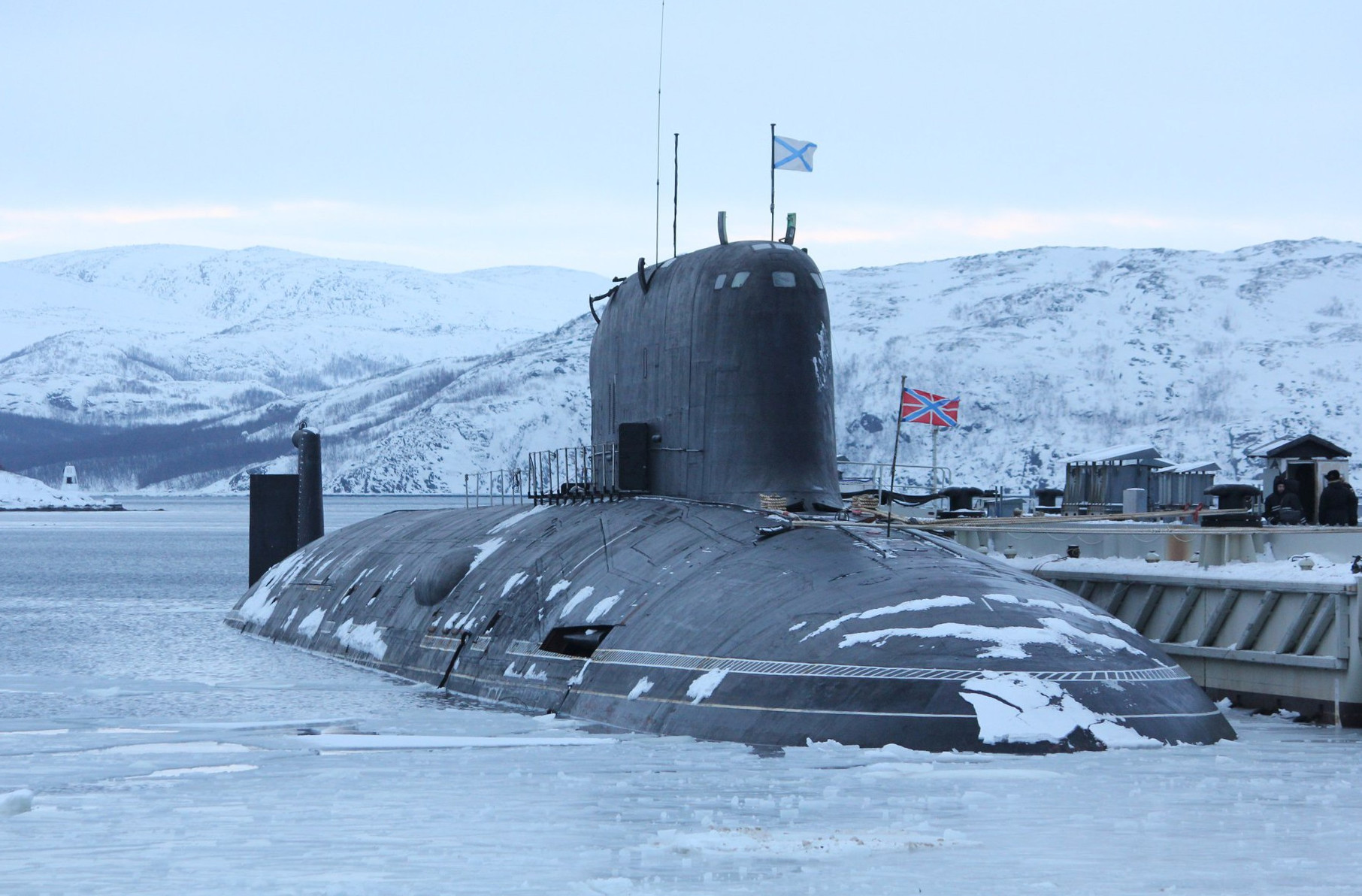
„Siewierodwińsk”

| Typ okrętu        | Liczba  | Liczba   | Typ rakiety    | Głowica MIRV | Liczba głowic |
| Typ okrętu        | okrętów | wyrzutni | Typ rakiety    | Głowica MIRV | Liczba głowic |
| ----------------- | ------- | -------- | -------------- | ------------ | ------------- |
| 667 BDR Delta III | 3       | 48       | R-29R/SS-N-18  | 3            | 144           |
| 667 BDRM Delta IV | 6       | 96       | R-29RM/SS-N-23 | 4            | 384           |
| 955 Borey         | 2+1     | 32       | R-30 Buława    | 6            | 192           |
| 941Typhoon        | 1       |          |                |              |               |
| Razem             | 12      | 176      |                |              | 720           |

### Morskie taktyczne siły jądrowe
W morskich siłach rozpoczęto budowę myśliwskich atomowych okrętów podwodnych typu Jasień. Wprowadzona do linii w 2013 pierwsza jednostka K-329 Siewierodwińsk przystosowana jest do przenoszenia pocisków manewrujących SS-N-27A o zasięgu 660 km lub nowej generacji pocisków SLCM SS-N-30A Kalibr o zasięgu do 1700 km. Okręt może być także uzbrojony w jądrowe torpedy o mocy 10–20 kt do zwalczania zespołów okrętów nawodnych i rakietowe bomby głębinowe do zwalczania okrętów podwodnych SS-N-16 Veter, z głowicą jądrową o mocy 200 kt i zasięgu 100 km.

## Powietrzny komponent triady

### Powietrzne strategiczne siły jądrowe

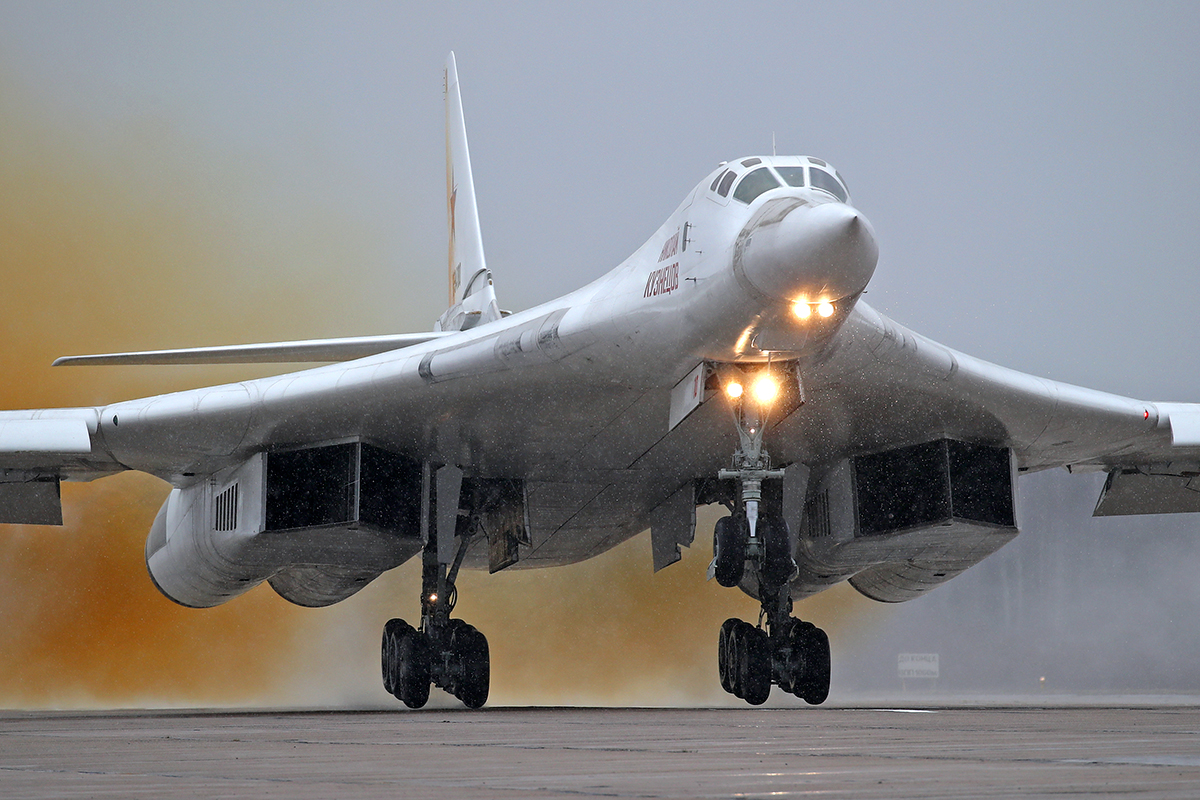
Start Tu-160 z bazy w Engels

Komponent powietrzny Strategicznych Sił Jądrowych  wchodzi w skład Lotnictwa Dalekiego Zasięgu. Dowództwo LDZ podlega Ministrowi Obrony, a operacyjną kontrolę nad nim sprawuje Dowództwo Rosyjskich Sił Powietrznych. Główną siłę uderzeniową Lotnictwa Dalekiego Zasięgu (dawniej 37 Armii Lotniczej Dalekiego Zasięgu)  stanowią dwie bazy lotnicze: 6950 Baza Lotnicza w Engels (dawna 22 Dywizja Ciężkich Bombowców) oraz 6952 Baza Lotnicza w Ukraince (dawna 326 Dywizja Ciężkich Bombowców). Do lotnictwa strategicznego zaliczane są też cztery grupy lotnicze (dawniej dywizje) wyposażone w ciężkie samoloty bombowe Tu-22M3.

Podstawowym uzbrojeniem komponentu powietrznego są samoloty strategiczne dalekiego zasięgu wyposażone w bomby jądrowe i pociski manewrujące.
Przed rozpadem Związku Radzieckiego w 1991 roku, samoloty strategiczne organizacyjnie podlegały trzem armiom lotniczym. Była to 46 Armia Lotnicza Dalekiego Zasięgu stacjonująca w Smoleńsku, 37 Armia Lotnicza Dalekiego Zasięgu stacjonująca w Moskwie i 30 Armia Lotnicza Dalekiego Zasięgu stacjonująca w Irkucku. W 1991 roku w uzbrojeniu znajdowało się 145 samolotów Tu-95 w trzech wersjach, 19 samolotów Tu-160 i około 320 samolotów Tu-22.
W 1994 rozformowano wszystkie armie lotnicze, a podległe jednostki podporządkowano bezpośrednio dowódcy lotnictwa. Już w 1998 reaktywowano 37 Armię Lotniczą Dalekiego Zasięgu, podporządkowano ją Naczelnemu Dowództwu Sił Zbrojnych Rosji, a w jej skład weszły istniejące pułki lotnictwa bombowego dalekiego zasięgu. Kolejne reorganizacje trwały do 2009, kiedy to na bazie dowództwa 37 Armii Lotniczej zostało utworzone Dowództwo Lotnictwa Dalekiego Zasięgu. W lipcu 2009 roku na uzbrojeniu 37 Armii Lotniczej znajdowało się 76 bombowców strategicznych dwóch typów, zdolnych do przeniesienia 856 pocisków dalekiego zasięgu.

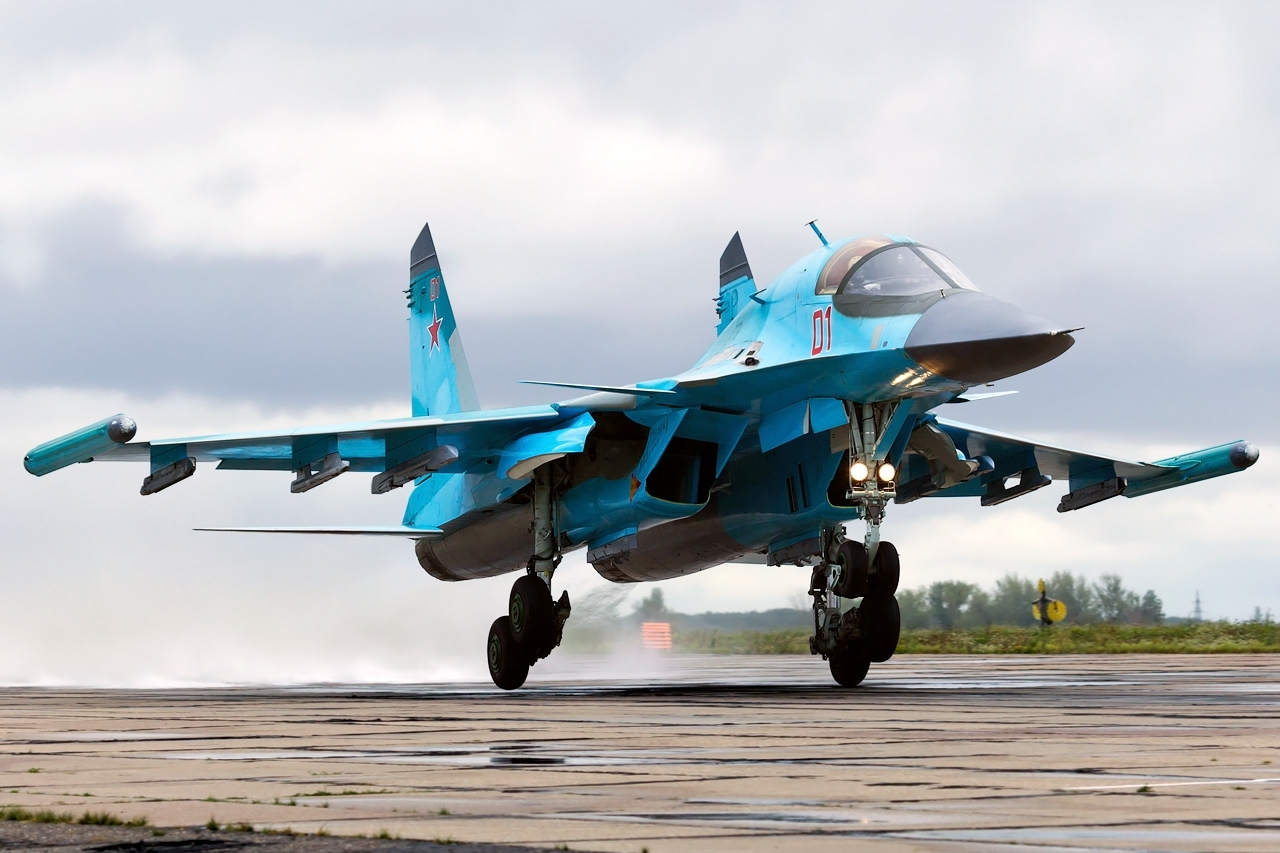
Su-34 Fullback

| Baza lotnicza                 | Pułki lotnicze                            | Samoloty     | Garnizon  |
| ----------------------------- | ----------------------------------------- | ------------ | --------- |
| 6950 Gwardyjska Baza Lotnicza | 121 Gwardyjski pułk lotnictwa bombowego   | 13 x Tu-160  | Engels    |
| 6950 Gwardyjska Baza Lotnicza | 184 pułk lotnictwa bombowego              | 18 x Tu-95MS | Engels    |
| 6950 Gwardyjska Baza Lotnicza | 203 pułk lotnictwa tankowania w powietrzu | 20 x Ił-78   | Riazań    |
| 6953 Baza Lotnicza            | pułk lotnictwa bombowego                  | Tu-22M3      | Engels    |
| 6953 Baza Lotnicza            | pułk lotnictwa bombowego                  | Tu-22M3      | Engels    |
| 6952 Gwardyjska Baza Lotnicza | 79 Pułk lotnictwa bombowego               | 18 x Tu-95MS | Ukrainka  |
| 6952 Gwardyjska Baza Lotnicza | 182 Gwardyjski pułk lotnictwa bombowego   | 18 x Tu-95MS | Ukrainka  |
| 6951 Baza Lotnicza            | pułk lotnictwa bombowego                  | Tu-22M3      | Szajkówka |
| 6951 Baza Lotnicza            | pułk lotnictwa bombowego                  | Tu-22M3      | Szajkówka |
| 6954 Baza Lotnicza            | pułk lotnictwa tankowania w powietrzu     | 18 x IŁ-78   | Diagilewo |
| 43 Centrum Szkolenia Bojowego |                                           | 4 x Tu-22M3  | Riazań    |
| 43 Centrum Szkolenia Bojowego | 4 x Tu-95MS                               |              | Riazań    |
| 43 Centrum Szkolenia Bojowego | 8 x Tu-134UBL                             |              | Riazań    |

| Typ samolotu      | Zasięg | Prędkość | Pułap | Uzbrojenie                          |
| ----------------- | ------ | -------- | ----- | ----------------------------------- |
| TU-95MS Bear H    | 10500  | 830      | 12000 | 6 x Kh-55; 8 x Kh-102               |
| Tu-22M3 Bacfire C | 7000   | 2300     | 14700 | Kh-22                               |
| Tu-160 Blackjack  | 12300  | 2230     | 15000 | 12 x Kh- 55/101/102/555; 12 x Kh-15 |

| Typ rakiety                 | Zasięg     | Prędkość | Typ głowicy                                |
| --------------------------- | ---------- | -------- | ------------------------------------------ |
| Raduga Kh-22 AS-4 Kithen    | 550        | 4,6 Ma   | Konwencjonalna lub termojądrowa 0,3-1,0 Mt |
| Raduga Kh-55 AS-15 kent A/B | 3000       | 0,8 Ma   | Konwencjonalna lub termojądrowa 0,2 Mt     |
| Raduga Kh-102 AS-15 Kent    | 3000-10000 | 0,8 Ma   | Termojądrowa 0,25 Mt                       |

### Powietrzne taktyczne siły jądrowe
W siłach powietrznych samoloty bombowe Su-24 M Fencer zastępowane są wielozadaniowymi taktycznymi samolotami bombowymi Su-34 Fullback, zdolnymi do przenoszenia taktycznej broni jądrowej.